# Delphinognathus conocephalus
Delphinognathus conocephalus és una espècie de sinàpsid extint de la família dels tapinocefàlids. Es tracta de l'únic representant conegut del gènere Delphinognathus i visqué durant el Permià mitjà en allò que avui en dia és el sud d'Àfrica. Se n'han trobat restes fòssils a la província sud-africana del Cap Occidental. L'holotip era un crani de 31 cm de llargada, tot i que en vida devia ser una mica més gros. En la seva descripció del tàxon, el paleontòleg britànic Harry Govier Seeley comparà el seu maxil·lar inferior amb el dels dofins. De fet, el nom genèric Delphinognathus vol dir precisament 'mandíbula de dofí'.